# رودولفو سوارز
رودولفو سوارز (به پرتغالی: Rodolfo dos Santos Soares) مدافع اهل برزیل است که در شهر ریودو ژانیرو و در تاریخ ۲۰ مهٔ ۱۹۸۵ به دنیا آمده‌است.
رودولفو سوارز در تیم‌های فوتبال Fluminense سابقهٔ حضور دارد.